# 非晶質冰
非晶質冰（英語：amorphous ice）是指非晶質狀態的冰。常見的冰是一種分子以六方晶體結構整齊排列的晶體物質，而非晶質冰的分子少有大面積的規律排列。非晶質冰可透過過冷現象或者在低溫下壓縮冰塊製出。
地球上幾乎所有的冰都以六方晶體（冰Ih）的形式出現。星際物質中存在的冰主要都是非晶質冰，因此非晶質狀態可能才是水在宇宙中的最常見形式。
目前冰有19種已知的晶體形式，而非晶質冰也有各種不同的形式（主要依據密度做區分）。

## 形成
非晶質冰的製造須仰賴迅速的冷卻過程。若要產生非晶質冰，必須將水在數毫秒內降溫至其玻璃轉化溫度（約為-137 °C），如此一來才能防止結晶前的成核現象。
在非晶質冰形成過程中，壓力是另一項重要因素，壓力的變化可能導致冰的型態改變。
可在水中加入冷凍保護劑，以降低其凝固點（作用如同防凍劑），並增加其黏度（可抑制結晶生成）。在不添加冷凍保護劑的情況下達成玻璃化 (工艺)也是有可能的，但是須使用到非常快速的冷卻技術。前述的技巧都有被應用於生物的深低溫保存領域中。

## 外部連結
- Discussion of amorphous ice （页面存档备份，存于） at LSBU's website.
- Glass transition in hyperquenched water （页面存档备份，存于） from Nature (requires registration)
- Glassy Water （页面存档备份，存于） from Science, on phase diagrams of water (requires registration)
- AIP accounting discovery of VHDA
- HDA in space （页面存档备份，存于）
- Computerized illustrations of molecular structure of HDA